# Lactobacillus casei
Lactobacillus casei är en mjölksyrabakterie som ingår i den normala bakteriefloran i människans mag-tarmkanal. Ibland inräknas även de närbesläktade bakterierna Lactobacillus paracasei och Lactobacillus rhamnosus tillsammans med L casei in under paraplybegreppet L caseigruppens bakterier. Bakterien används kommersiellt för att jäsa mejeriprodukter samt som probiotika. Det nära släktskapet mellan L caseigruppens bakterier har dock gjort den probiotiska användningen komplicerad: FN:s mat- och jordbruksorgan FAO och WHO kräver i sina riktlinjer om probiotika att bakterier som tillförs livsmedel måste vara karaktäriserade till släkte och art , men det har varit svårt att särskilja de tre arterna från varandra med många artbestämningsmetoder som använts tidigare. L casei har studerats bland annat avseende om den kan minska risken för allergi, med blandade resultat .